# Нідерландці
Нідерландці (нід. Nederlanders вимоваⓘ, ще Nederlandse volk) — нація, основне населення Нідерландів. Чисельність у Нідерландах становить близько 13 млн. осіб, крім того, групи нідерландців проживають в інших країнах світу, переважно у США і Канаді. Розмовляють нідерландською мовою. Більшість вірян — протестанти, але є й католики.
Найближче спорідненими з нідерландцями є фламандці, вони мають схожу мову й багато спільного в етнічній історії й культурі.

## Історія

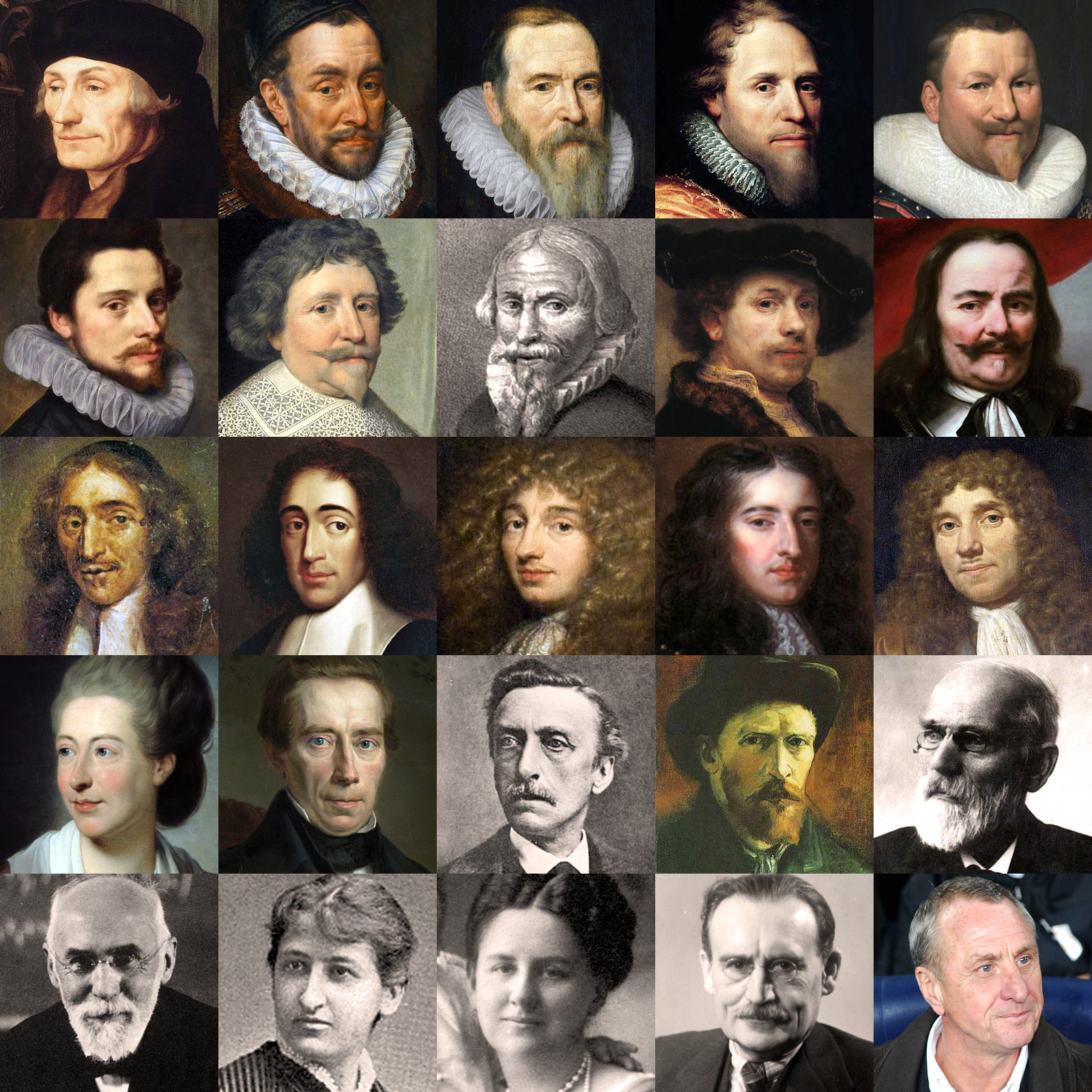

Спочатку територію Нідерландів населяли кельти, потім тут з'явилися німецькі племена хаттів, саксів, фризів, тубантів, хамавів та батавів. До V століття н. е. тривала римська колонізація, паралельно III—IV століттях зв. е. тут проходили франки.
У 768—814 роках Карл Великий підпорядкував Нідерланди. У Середні віки вони входили до системи французької феодальної монархії (Фландрія та Артуа) та до складу Німецької імперії (Брабант, Голландія та інші провінції). У XIV—XV століттях ці землі належали герцогам Бургундським. Після смерті останнього герцога Бургундського, Карла Сміливого, саме герцогство перейшло до Людовіка XI, а Нідерланди — дочки Карла Сміливого, Марії, що вийшла заміж за Максимілліана, імператора Німеччини.
Син Максимілліана, Філіп I, одружившись з Хуаною, дочкою іспанських католицьких королів, Фердинанда та Ізабелли, став королем Іспанії, Нідерланди увійшли до складу Іспанії. За Філіпа II Габсбурзі загострилися протиріччя між народом Нідерландів та іспанським урядом, прокотилася хвиля повстань («повстання гезів»). Внаслідок боротьби північні провінції Нідерландів здобули незалежність, а південні залишилися за Іспанією (майбутня Бельгія, дивись статтю «Фламандці»). Державу очолили Генеральні штати та штатгальтер, посада якого стала спадковою у сім'ї принців Оранських. У XVII столітті Нідерланди були великою колоніальною державою. Нині Нідерландам належать лише Антильські острови. Нині Нідерланди є конституційною монархією. Глава держави — король (до 2013 року — королева Беатрікс) та парламент (генеральні штати).